# Palos de la Frontera (stacja metra)
Palos de la Frontera – stacja metra w Madrycie, na linii 3. Znajduje się w dzielnicy Arganzuela, w Madrycie i zlokalizowana pomiędzy stacjami Embajadores i Delicias. Została otwarta 26 marca 1949.